# 대한민국 병역명문가
대한민국 병역명문가(大韓民國 兵役名門家)는 병무청 주관으로 2004년부터 매년 3대(조부, 부‧백부‧숙부, 본인‧형제‧사촌형제)가 모두 현역 복무를 성실히 마친 가문을 선정하는 정부 사업으로, 매년 병역명문가 가문을 선정하고 아울러 모범 가문에게 표창하여 대대로 병역을 명예롭게 이행한 가문이 국민으로부터 존경받고 긍지를 가질 수 있도록 하는 것을 목표로 한다.

## 시상식 행사
- 2004년도부터 병역명문가 선정 및 표창가문 시상식 개최
- 병역명문가 선정 : 매년 3월 중 신청서 접수, 4월 중 선정
- 병역명문가 시상식 개최 : 호국보훈의 달인 6월 중 실시(2007년 이전 9월 중)
- 표창(25가문) : 대통령상 1, 국무총리상 2, 국방부장관상 5, 병무청장상 12, 스토리가문 5

## 명문가 우대 및 명예심 제고

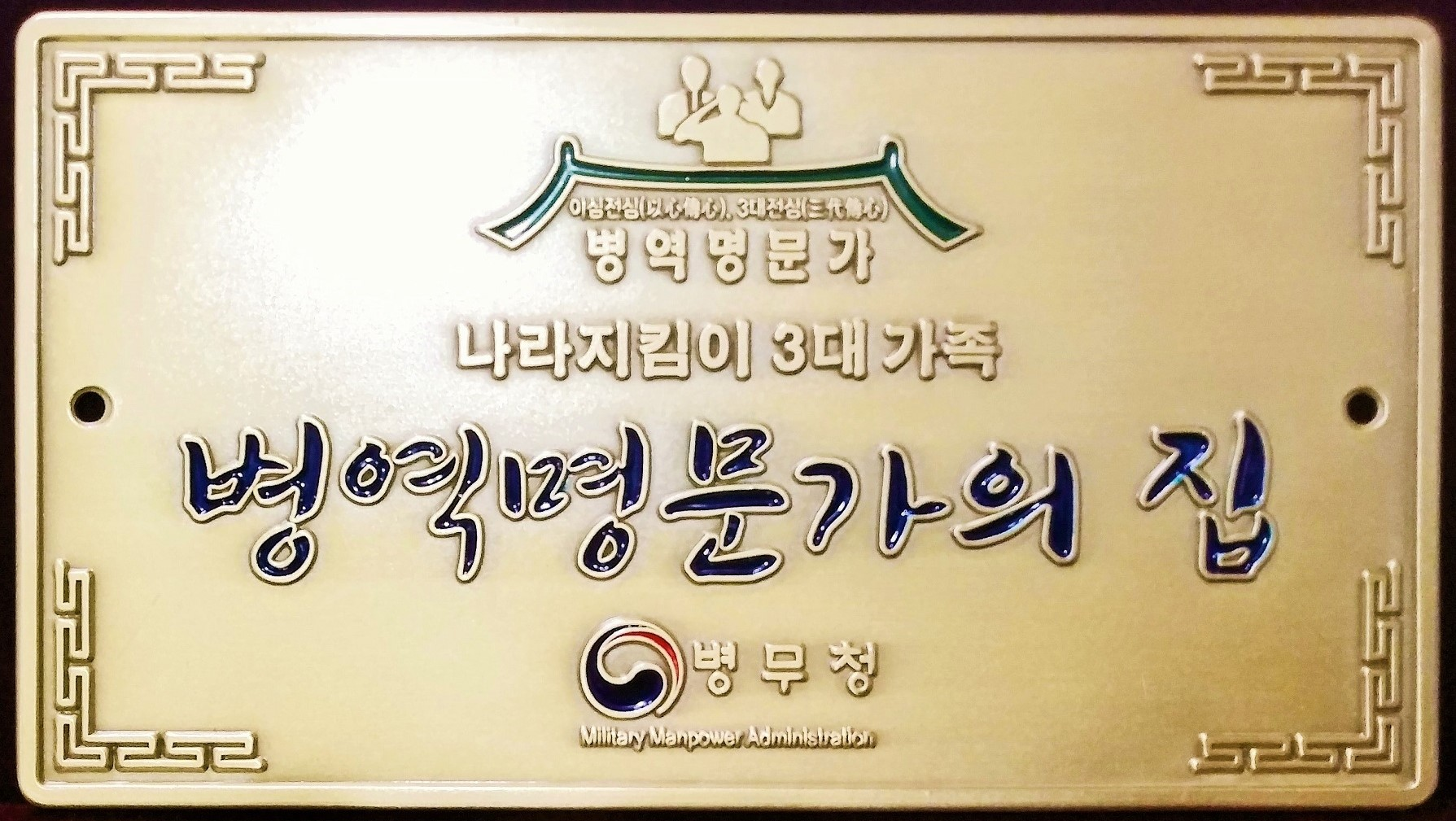
병역명문가 공식문패

- 병역명문가 증서 수여 및 명문가증 교부
- 병무청 홈페이지 명예의 전당 헌액
- 병적증명서 발급 시 ‘병역명문가’ 표기
- 정책자문위원•병역판정명예옴부즈만 위촉, 징병검사 장비활용 건강검진 등
- 각종 행사시 초청•시민상 수여, 국•공립시설이용료 면제•할인 등
- 병역명문가 찾기 및 선양사업
- 병역명문가 증서•패
- 병역명문가증
- 병역명문가 표창심사위원회
- 병역명문가 명예의 전당 등

## 역대 표창 수상자
수상자 대한민국 병역명문가 명예의 전당 바로가기

## 병역명문가 예우에 관한 조례
- 법제처 국가법령정보센터